# 그란콜롬비아
그란콜롬비아 또는 대콜롬비아(스페인어: Gran Colombia)는 1819년부터 1831년 사이의 콜롬비아 공화국을 가리킨다. 영토는 오늘날의 콜롬비아를 비롯한 베네수엘라, 에콰도르, 파나마 전체 및 코스타리카, 페루, 브라질, 가이아나의 영토도 부분적으로 포함하고 있었다.
라틴 아메리카 식민지 해방 및 독립의 선구자인 시몬 볼리바르가 스페인의 지배에 대해 개별적으로 저항하던 세력을 통합하여 미국의 예를 본받아 연방제로 운영되는 남아메리카에 위치한 식민지 모두를 아우르는 그란콜롬비아 공화국 구상에 따라 설립되었다. 그러나 독립 쟁취 후 연방주의자들과 분리주의자들 사이에 내분이 일어나고, 미국도 아메리카 대륙에 통합된 강력한 국가가 생기는 것을 원치 않아, 이를 조정하려 했던 시몬 볼리바르 등이 사망한 후에는 해체되었다. 오늘날 콜롬비아, 베네수엘라, 에콰도르의 국기는 그란콜롬비아 국기의 영향을 받았다.

## 배경
베네수엘라와 에콰도르가 탈퇴하냐는 투표가 열렸다. 이들 중 많은 사람들이 이에 찬성했으나, 시몬 볼리바르와 도밍고 카이세도, 그리고 호아킨 모스케라와 같은 대통령직에 있던 이들은 반대했다. 그들은 그란콜롬비아가 오래도록 존속하기를 원했으므로, 정작 이러한 행위를 안 좋게 보았다.
1830년 시몬 볼리바르가 사망하자, 독립운동은 더욱 더 커져만 갔다. 그러나 정부는 이를 금지시키고, 독립운동을 하던 사람들을 처벌했다. 문제는 점점 더 심각해져만 갔다. 급기야는 정부를 위협하는 일을 두고 난리를 벌였다. 결국 1831년, 도밍고 카이세도는 에콰도르와 베네수엘라의 독립을 허가했다.

## 같이 보기
- 중앙아메리카 연방공화국
- 페루-볼리비아 연합